# Facu Soto
Rodolfo Facundo Soto (n. Buenos Aires, 30 de marzo de 1972), más conocido como Facu Soto, es un escritor, periodista y psicólogo argentino. Ha publicado más de una treintena de libros, entre los que destacan obras como Juego de chicos (2012), que narra las vivencias de un equipo de fútbol conformado por muchachos gais y travestis, y la novela Fotocopia (2017), que sigue la historia de un padre homosexual y su hija adolescente que lo rechaza. Adicionalmente, desde 2010 ha escrito para el diario Página/12 y desde 2016 ha sido coordinador del Laboratorio de Literatura Gay-Queer del Centro Cultural Ricardo Rojas.
Soto se define a sí mismo como un escritor gay-punk y la mayoría de sus obras exploran temas relacionados con la diversidad sexual. Entre los autores que han influenciado en su escritura se encuentran: Alejandra Pizarnik, Mariano Blatt, Ioshua, Manuel Alemián, Washington Cucurto y los escritores de la Generación beat.
En el ámbito de la no ficción, ha publicado biografías de personajes como Ioshua (2020), Charly García (2022) y Palo Pandolfo (2022).

## Obras
Entre las obras de Soto se encuentran:
- Olor a pasto recién cortado (2011)
- Juego de chicos (2011)
- Despejado (2011)
- Plastilina (2012)
- El hombre de acero (2012)
- Cómo se saludan los surfers (2012)
- Electricidad (2013)
- La luz de la heladera (2013)
- El cielo en la mesa (2015)
- ¿Por qué necesitamos a Superman? (2015)[1]
- El brillo de tus brackets (2016)
- Los mutantes (2017)
- Fotocopia (2017)[10]
- Ioshua: la biografía (2020)
- Notas maricas (2020)
- Cactus (2020)
- La fábrica de sueños (2020)
- Charly Queer (2022)
- Palo Pandolfo. De la noche a la mañana (2022)